# 菲莉絲 (馬)
菲莉絲，是日本純種競賽馬匹。生涯活躍於一哩及中距離賽事，在雌馬限定賽事中表現優秀，曾勝出1998年櫻花賞及秋華賞和2000年女皇伊利沙伯二世盃。

## 出賽前
1995年4月出生於北海道新冠町前幸牧場（今North Hills），所有權歸於由馬主前田幸治及前田晉二兄弟擔任負責人並改名後的牧場North Hills Management旗下。
其後交由栗東訓練中心練馬師濱田光正訓練。

## 競賽生涯

### 3歲（現2歲）
1997年11月30日出戰阪神競馬場3歲新馬戰，比賽初段一直維持於第二的位置，於最後彎道透出後繼續進行加速，最終不斷拉開後方賽駒以9馬位優勢取得首勝，同時以1分11.5秒的完賽時間打破泥地1200米日本3歲記錄。

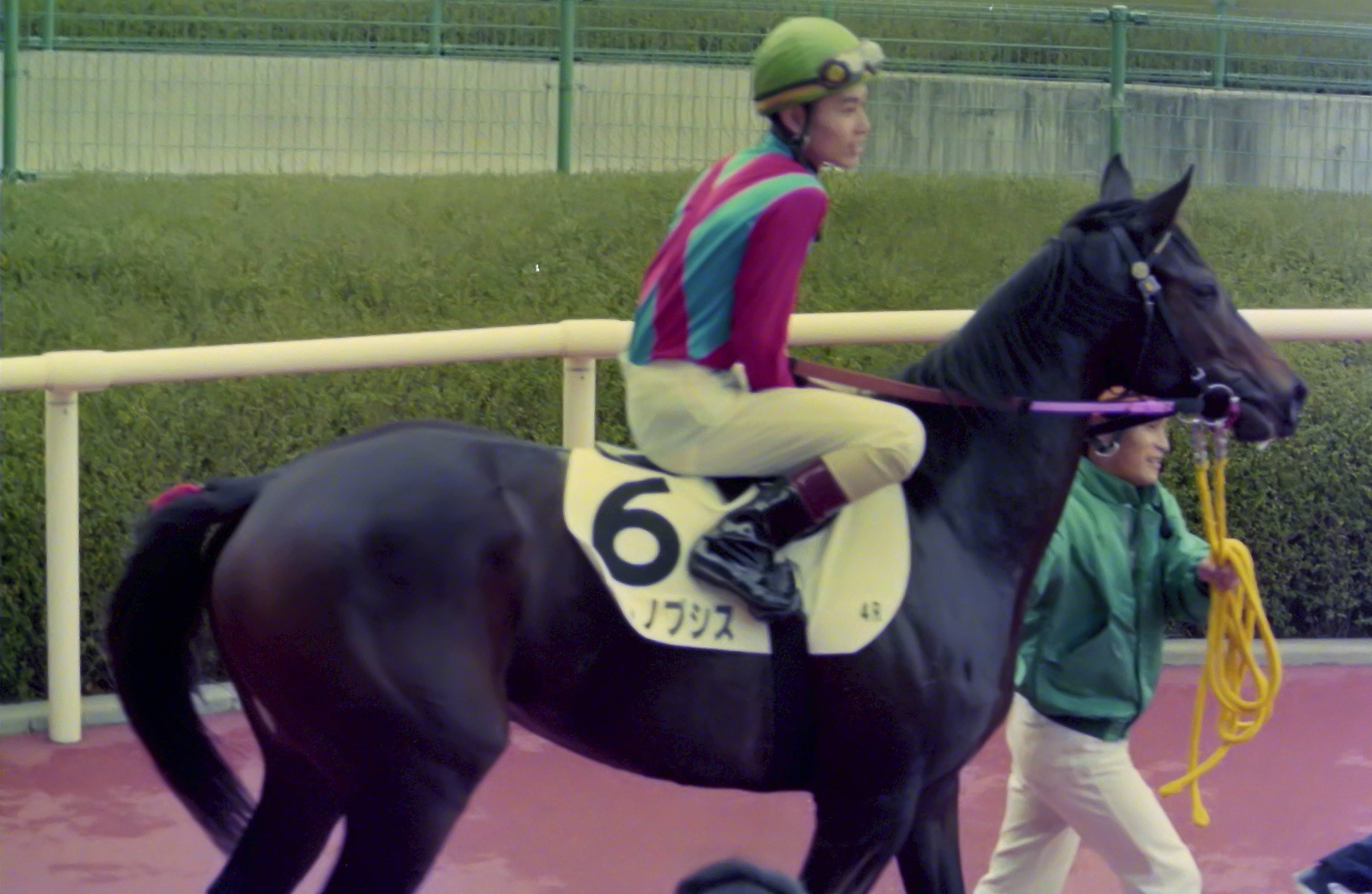
3歲新馬戰後沙圈

12月14日出戰條件戰山茶花賞，繼續採用先行戰術下於最後彎道進入直路處望空，於直路上以輕鬆的姿態加速衝刺，最終以2 1/2馬位優勢戰勝後方衝出的對手。

### 4歲（現3歲）
1998年首戰為公開賽小妖精錦標，比賽途中保持於第五的位置下於彎道初段逐步發力衝出，進入直路前經已進佔領先的位置。進入直路後，其繼續維持走勢拉開和後方對手的距離，最終以1 1/4馬位優勢取得三連勝。
3月以鬱金香賞作為目標，賽前取得第一人氣的支持。然而於比賽途中，其因為漏閘需要於中後方位置推進，於比賽後段開始始終處於被包圍的狀態，最終在直路未能順利加速衝刺，以第四的戰績吞下生涯首敗。
4月12日按照計劃出戰櫻花賞，改由武豐策騎。比賽開始後，其選擇維持進佔中團前方位置，始終保持穩定的節奏推進。進入直路後，其於中檔位置進入加速狀態，不斷迫近前方賽駒下於中後段追過領放馬London Bridge，率先衝線下取得首個一級賽冠軍，亦為馬主North Hills Management帶來首個一級賽優勝。
5月繼續出戰出戰優駿牝馬（日本橡樹大賽），比賽初段嘗試採用後上策略，維持於第十四左右的位置等待時機。進入直路後，其於中外檔位置逐步衝出並嘗試貼近前方的賽駒，但最終仍然未能超越Erimo Excel及Air Deja Vu，以第三的戰績完賽。
未有放草僅於栗東訓練中心短暫休養後在9月復出出戰玫瑰錦標，比賽初段重拾先行戰術成功搶佔位置，並一直維持自身於有利的局面之中。進入直路後，其繼續於內欄位置保持走勢，成功超越領放馬Erimo Pure後繼續和Biwa Good Luck纏鬥，最終成功抵擋對手的壓力以頸位勝出。
10月25日劍指雌馬三冠尾關秋華賞，亦因為玫瑰錦標的優秀表現僅落後Air Deja Vu取得第二人氣。比賽開始後，其於中團有遮擋的位置逐步推進並等待時機，於第三、四彎道之間嚮應騎師武豐的指揮加速，在第四彎道成功取得先機。進入直路後，其順利透出並逐步進入全速狀態，最終帶離對手下以1 1/2馬位優勢戰勝Narita Luna Park取得第二個一級賽冠軍。
賽後原定有計劃進軍日本盃和年長馬匹對決，但於狀態不良下最終未有成行。
年末，由於其於雌馬三冠戰線中取得兩冠，於評選中以205票當選最佳4歲雌馬。

### 5歲（現4歲）
1999年於3月的讀賣盃復出，然而於其中以第十的戰績慘敗，其後出戰京王盃春季盃亦未能回復水準，直路稍為力弱下僅能跑獲第五。
6月原定以安田紀念作為春季的大目標，但賽前出現發燒的徵狀而避戰。
夏季狀態回復後出戰札幌紀念，比賽維持於隊伍最後方位置展開推進，縱然於直路上急促奔襲跑出全場最快末腳，但仍然未能追上前方的星雲天空，最終以1/2馬位落後對手取得第二。
稍為休養後於秋季出戰女皇伊利沙伯二世盃，比賽途中一直處於中團有利位置等待時機，然而進入直路後未能尋找到加速位置，最終受到阻塞下以第六落敗。
年末以有馬紀念作為目標，但於直路上毫無衝勢僅能維持均速，最終以第八落敗。

### 6歲（現5歲）
2000年首戰原定為二月錦標，然而出現蕁麻疹下無奈避戰。
3月恢復後和上年一場出戰京王盃春季盃，然而再度以第十大敗，兼且因為腳部不安而需要休養。
夏季再度於札幌紀念復出，然而本次比賽其無法於後方位置突圍，最終以第七落敗。
賽後，其球節更出現發炎的症狀，因而需要進入休養。
11月12日休養充足下出戰女皇伊利沙伯二世盃，賽前取得第三人氣。比賽開始後，前方由第二人氣的快得勝領放並做出慢步速，面對此情況菲莉絲選擇處於第五、六左右的位置等待時機，並於第四彎道中團開始發力迫近前行集團。進入直路後，其於中檔位置逐步突圍，於維持過彎時的走勢下開始蠶食前方馬匹，最終於最後關頭成功超越一直領先的靈犬，以1/2馬位優勢取得2年以來的優勝。
賽後，陣營決定安排其退役，並於翌年1月5日在京都競馬場舉行退役儀式。
而於當年的評選中，因為其勝出女皇伊利沙伯二世盃，因而以161票當選最佳5歲及以上雌馬。

### 詳細賽績
| 日期       | 舉辦國家 | 馬場 | 距離   | 級別 | 賽事名稱           | 負重 | 騎師     | 馬號 | 出馬 | 名次 | 時間   | 頭馬（二馬）         |
| ---------- | -------- | ---- | ------ | ---- | ------------------ | ---- | -------- | ---- | ---- | ---- | ------ | -------------------- |
| 30/11/1997 | 日本     | 阪神 | 泥1200 |      | 3歲新馬            | 52   | 石山繁   | 6    | 9    | 1    | 1:11.5 | （Judi Urban）       |
| 14/12/1997 | 日本     | 阪神 | 泥1400 |      | 山茶花賞           | 53   | 石山繁   | 15   | 15   | 1    | 1:22.6 | （Amato Ben）        |
| 15/2/1997  | 日本     | 京都 | 泥1600 | OP   | 小妖精錦標         | 53   | 石山繁   | 4    | 15   | 1    | 1:36.6 | （Maruka Komachi）   |
| 7/3/1998   | 日本     | 阪神 | 泥1600 | GIII | 鬱金香賞           | 54   | 石山繁   | 3    | 13   | 4    | 1:37.2 | Dantsu Sirius        |
| 12/4/1998  | 日本     | 阪神 | 泥1600 | GI   | 櫻花賞             | 55   | 武豐     | 9    | 18   | 1    | 1:34.0 | （London Bridge）    |
| 31/5/1998  | 日本     | 東京 | 草2400 | GI   | 優駿牝馬           | 55   | 武豐     | 16   | 18   | 3    | 2:28.4 | Erimo Excel          |
| 27/9/1998  | 日本     | 阪神 | 草2000 | GII  | 玫瑰錦標           | 54   | 武豐     | 5    | 11   | 1    | 2:04.4 | （Biwa Good Luck）   |
| 25/10/1998 | 日本     | 京都 | 草2000 | GI   | 秋華賞             | 55   | 武豐     | 14   | 18   | 1    | 2:02.4 | （Narita Luna Park） |
| 7/3/1999   | 日本     | 阪神 | 泥1600 | GII  | 讀賣盃             | 56   | 松永幹夫 | 12   | 14   | 10   | 1:37.3 | Egao o Misete        |
| 15/5/1999  | 日本     | 東京 | 草1400 | GII  | 京王盃春季盃       | 56   | 武豐     | 6    | 18   | 5    | 1:20.7 | 草上飛               |
| 22/8/1999  | 日本     | 札幌 | 草2000 | GII  | 札幌紀念           | 55   | 武豐     | 8    | 10   | 2    | 2:00.2 | 星雲天空             |
| 14/11/1999 | 日本     | 京都 | 草2200 | GI   | 女皇伊利沙伯二世盃 | 56   | 武豐     | 11   | 18   | 6    | 2:13.8 | 目白多伯             |
| 26/12/1999 | 日本     | 中山 | 草2500 | GI   | 有馬紀念           | 55   | 蛯名正義 | 12   | 14   | 8    | 2:38.1 | 草上飛               |
| 15/4/200   | 日本     | 阪神 | 草1600 | GII  | 讀賣盃             | 57   | 熊澤重文 | 8    | 18   | 10   | 1:35.3 | 礦脈                 |
| 20/8/2000  | 日本     | 札幌 | 草2000 | GII  | 札幌紀念           | 55   | 松永幹夫 | 3    | 14   | 7    | 2:00.5 | 大和巨龍             |
| 12/11/2000 | 日本     | 京都 | 草2200 | GI   | 女皇伊利沙伯二世盃 | 56   | 松永幹夫 | 2    | 17   | 1    | 2:12.8 | （靈犬）             |

## 退役後
退役後，菲莉絲成為了繁殖雌馬，於北海道新冠町North Hills Management（今North Hills）休養，在2001年進行配種。首匹子嗣Spun Gold於2002年出生，可於2004年出賽。
2016年7月1日，其因蛛網膜下腔出血死亡，享年21歲。

### 詳細繁殖資料
| 數目     | 馬名          | 出生年 | 性別 | 父系     | 練馬師                           | 馬主                                | 戰績                        |
| -------- | ------------- | ------ | ---- | -------- | -------------------------------- | ----------------------------------- | --------------------------- |
| 第一匹   | Spun Gold     | 2002   | 雌   | 週日寧靜 | 栗東・濱田光正                   | North Hills Management              | 9戰1冠0亞0季（退役・繁殖）  |
| 第二匹   | Tinkle Heart  | 2003   | 雌   | 週日寧靜 | 栗東・濱田光正                   | North Hills Management              | 6戰0冠0亞0季（退役・繁殖）  |
| 第三匹   | Lua Cheia     | 2004   | 雌   | 富士奇蹟 | 栗東・濱田光正 →栗東・中竹和也   | North Hills Management →North Hills | 28戰3冠2亞3季（退役・繁殖） |
| 第四匹   | Feuille       | 2005   | 雌   | 夜舞     | 栗東・森秀行                     | North Hills Management              | 8戰1冠0亞0季（退役・繁殖）  |
| 第五匹   | A Diaphon     | 2006   | 雌   | 夜舞     | 栗東・橋口弘次郎                 | North Hills Management →North Hills | 31戰3冠3亞4季（退役・繁殖） |
| 第六匹   | 洋牡丹        | 2007   | 雌   | 特別週   | 栗東・矢作芳人                   | North Hills Management →前田幸治    | 13戰2冠1亞2季（退役・繁殖） |
|          | （受胎失敗）  |        |      | 愛麗速子 |                                  |                                     |                             |
| 第七匹   | Hourglass     | 2009   | 雌   | 愛麗速子 | 栗東・中竹和也                   | North Hills                         | 5戰0冠0亞0季（退役・繁殖）  |
|          | （受胎失敗）  |        |      | 愛麗速子 |                                  |                                     |                             |
| 第八匹   | Cool Opening  | 2011   | 雄   | 曼城茶座 | 栗東・橋口弘次郎 →栗東・橋口慎介 | 前田晉二                            | 48戰3冠3亞1季（退役）       |
| 第九匹   | Climbing Rose | 2012   | 雌   | 曼城茶座 | 栗東・角田晃一                   | 前田幸治                            | 17戰2冠3亞3季（退役・繁殖） |
|          | （未配種）    |        |      |          |                                  |                                     |                             |
|          | （未配種）    |        |      |          |                                  |                                     |                             |
| 第十匹   | Vincent       | 2015   | 熊   | 真心呼喚 | 栗東・橋口慎介 →大井・上杉昌宏   | 前田幸治                            | 33戰0冠2亞4季（退役）       |
| 第十一匹 | Reina Rosa    | 2016   | 雌   | 比薩勝駒 | 栗東・清水久詞                   | North Hills                         | 3戰0冠0亞0季（退役）        |

## 血統簡介
父系百仁時間爲美國賽駒，曾勝出當地二級賽，退役後在日本配種，和週日寧靜及東來兵被一同稱爲改變日本賽馬的三匹種馬。祖父雷弼圖爲美國生產的愛爾蘭賽駒，生涯戰績彪炳，曾勝出葉森打吡，退役後配種成績亦極爲優秀，現已成爲Halo系外另一支出自Hail Reason系的獨立種馬系統。
母系Catequil爲加拿大生產的英國賽駒，生涯出戰兩場均未能獲勝。外祖父爲美國著名種馬雷貓，爲1990年代最具代表性的種馬之一。

### 血統表
| 父線：雷弼圖系（Hail to Reason系）     |                                 |                |               |
| 種馬 百仁時間 1985年（深棗色）         | 雷弼圖 1969年（棗色）           | Hail to Reason | Turn-to       |
| 種馬 百仁時間 1985年（深棗色）         | 雷弼圖 1969年（棗色）           | Hail to Reason | Nothirdchance |
| 種馬 百仁時間 1985年（深棗色）         | 雷弼圖 1969年（棗色）           | Breamalea      | Nasuha        |
| 種馬 百仁時間 1985年（深棗色）         | 雷弼圖 1969年（棗色）           | Breamalea      | Rarelea       |
| 種馬 百仁時間 1985年（深棗色）         | Kelley's Day 1977年（棗色）     | Graustark      | 里博          |
| 種馬 百仁時間 1985年（深棗色）         | Kelley's Day 1977年（棗色）     | Graustark      | Flower Bowl   |
| 種馬 百仁時間 1985年（深棗色）         | Kelley's Day 1977年（棗色）     | Golden Trail   | Hasty Road    |
| 種馬 百仁時間 1985年（深棗色）         | Kelley's Day 1977年（棗色）     | Golden Trail   | Sunny Vale    |
| 繁殖雌馬 Catequil 1990年（棗色）       | 雷貓 1983年（深棗色）           | 雷鳥           | 北地舞人      |
| 繁殖雌馬 Catequil 1990年（棗色）       | 雷貓 1983年（深棗色）           | 雷鳥           | South Ocean   |
| 繁殖雌馬 Catequil 1990年（棗色）       | 雷貓 1983年（深棗色）           | Terlingua      | 秘書處        |
| 繁殖雌馬 Catequil 1990年（棗色）       | 雷貓 1983年（深棗色）           | Terlingua      | Crimson Saint |
| 繁殖雌馬 Catequil 1990年（棗色）       | Pacific Princess 1973年（棗色） | Damascus       | 劍舞者        |
| 繁殖雌馬 Catequil 1990年（棗色）       | Pacific Princess 1973年（棗色） | Damascus       | Kerala        |
| 繁殖雌馬 Catequil 1990年（棗色）       | Pacific Princess 1973年（棗色） | Fiji           | Acropolis     |
| 繁殖雌馬 Catequil 1990年（棗色）       | Pacific Princess 1973年（棗色） | Fiji           | Rififi        |
| 雌系：Pacific Princess系（號族：13-a） |                                 |                |               |
| 五代內近親交配：無                     |                                 |                |               |

## 命名由來
名字Phalaenopsis（ファレノプシス）意指蘭科蝴蝶蘭屬，香港採取音譯翻譯為「菲莉絲」。

## 外部連結
- 菲莉絲 netkeiba.com
- 血統表